# Das süße Leben des Grafen Bobby
Das Süße Leben des Grafen Bobby è un film austriaco del 1962 diretto da Géza von Cziffra. É il secondo dei tre film della saga Count Bobby.

## Trama
Il conte Bobby e il barone Mucki fondano l'ufficio investigativo Pfiff e Greif per fare soldi. Poco prima del fallimento della loro azienda, ricevono un ordine da Benvenuto Socrates Socre riguardo a una banda di ragazze mercanti.